# Černá Voda (Orlické Záhoří)
Černá Voda (německy Schwarzwasser) je osada, základní sídelní jednotka obce Orlické Záhoří ležící v okrese Rychnov nad Kněžnou v České republice. Leží v katastrálním území Černá Voda u Orlického Záhoří, na pravém břehu řeky Divoká Orlice, která zde tvoří státní hranici s Polskem. Osadou prochází silnice II. třídy č. 311, která začíná v Bartošovicích v Orlických horách a vede po břehu Divoké Orlice severozápadním směrem do Deštného v Orlických horách.

## Poloha
Černá Voda leží mezi hlavním hřebenem Orlických hor a jižním úpatím Bystřických hor na pravém břehu řeky Divoká orlice. Sousedními osadami jsou Nová Ves na jihovýchodě a Kunštát na severozápadě. Přes státní hranici leží obce Mostowice na severozápadě a Rudawa na jihovýchodě. Severozápadně na hřebeni Orlických hor se nachází Kunštátská kaple.

## Historie
Osada Černá Voda byla založena v roce 1576 jako rozptýlená osada pro lesní dělníky a voraře. Patřila do Hradeckého kraje a patřila k rychnovskému panství. Pravděpodobně byla nejprve přifařena ke kostelu v obci Nebeská Rybná a později ke kostelu v Kunštátu u Orlického Záhoří.
Od roku 1748 byla Černá Voda samostatnou obcí a patřil pod okresní hejtmanství v Žamberku. V obci byla dvoutřídní základní škola, která pokračovala i po vzniku Československa. V roce 1939 žilo zde 248 obyvatel v 65 domech. V důsledku Mnichovské dohody byla osada v roce 1938 připojena k Německé říši a do roku 1945 patřila k zemskému okresu Grulich. Po druhé světové válce byli němečtí obyvatelé odsunuti. Černá Voda zůstala z větší části neobydlená a mnoho domů zaniklo. V roce 1960 byla Černá Voda připojena k nově vzniklé obci Orlické Záhoří. V osadě se dochovala kaple Navštívení Panny Marie postavená v roce 1850.

## Kolovratské sklárny
Majitelé panství v Rychnově nad Kněžnou - Kolovratové provozovali v 17. a 18. století v Černé Vodě sklárnu. Nacházela se v západní části obce poblíž bývalého kolovratského loveckého zámečku. Její existenci pravděpodobně připomíná sklářský les s názvem lokality "Na sklárně". V souvislosti s provozem sklárny se vedle Černé Vody rozvíjela jižněji ležící osada Neudorf (Nová Ves).